# Ministerio de Sanidad, Trabajo y Bienestar (Japón)
El Ministerio de Salud, Trabajo y Bienestar (厚生労働省 Kosei-rōdō-shō?) es un ministerio del gobierno japonés, comúnmente conocido como Kōrō-shō (厚労省?).
Este Ministerio proporciona regulaciones sobre límites máximos de residuos de agroquímicos en alimentos, alimentos básicos y reglamentación farmacéutica, estándares para alimentos, aditivos alimentarios y otros productos sanitarios, etc.

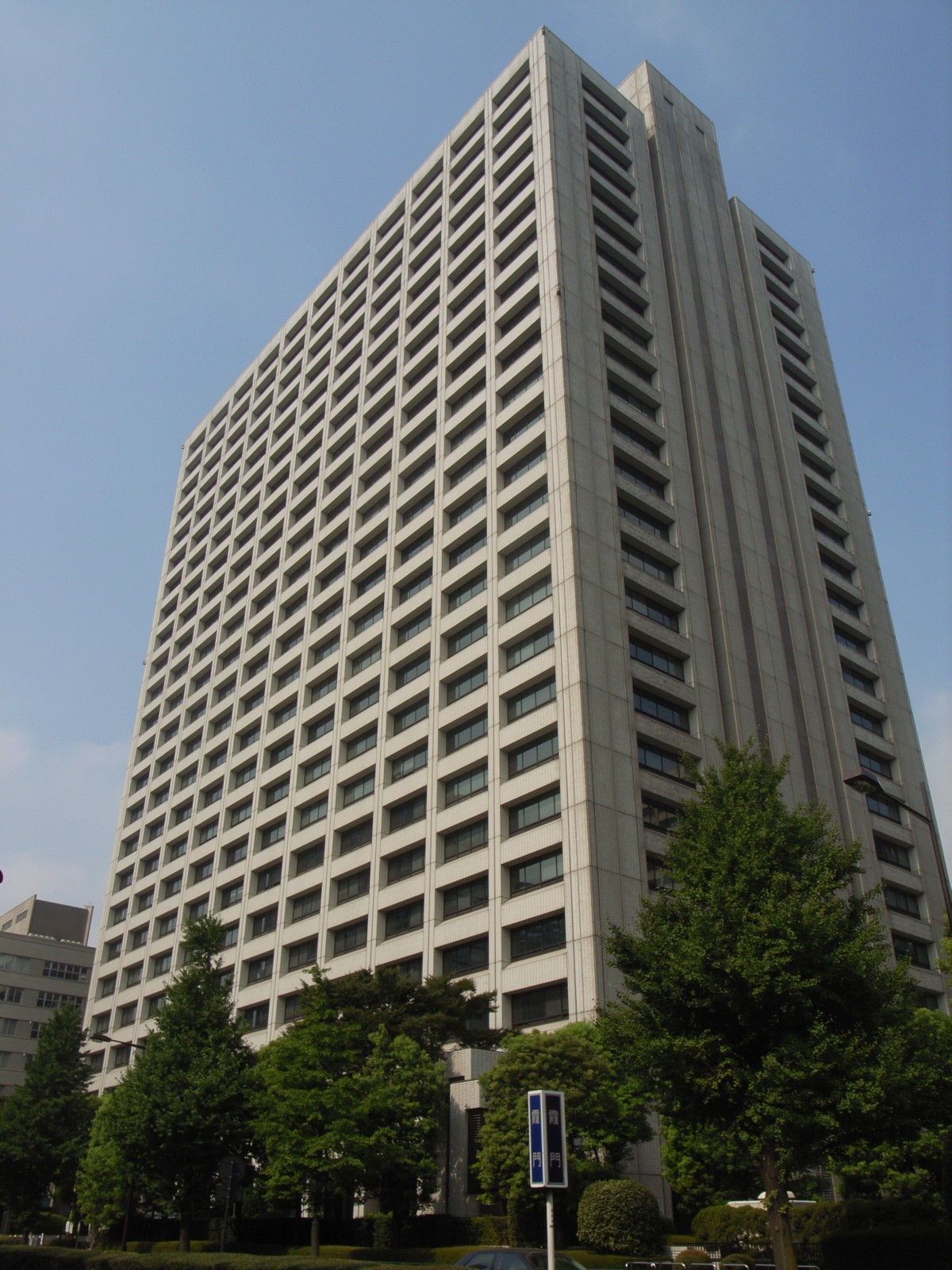
Edificio del Ministerio

Se formó con la fusión del antiguo Ministerio de Salud y Bienestar  (厚生省 Kosei-shō?) con el antiguo Ministerio de Trabajo  (労働省 Rōdō-shō?). El ministro de Salud, Trabajo y Bienestar de Japón es un miembro del gabinete.

## Organización
El Ministerio es bastante grande, con una compleja organización. Contiene: 
- Secretaría del ministro (incluyendo el Departamento de información y estadísticas)
- La oficina de política sanitaria
- La oficina de servicios de salud
- La oficina de seguridad de productos farmacéuticos  y alimentos (incluyendo el Departamento de seguridad de alimentos)
- La mesa de normas de trabajo (incluyendo el Departamento de la seguridad y salud  Industrial, el Departamento de compensación de trabajadores y el Departamento de vida de los trabajadores)
- La oficina de seguridad de empleo (incluidas las medidas de empleo para los ancianos y personas con discapacidad)
- La oficina de desarrollo de recursos humanos
- La igualdad de empleo, los niños y oficina de familias
- La Oficina de bienestar social y víctimas de la guerra  (incluyendo el Departamento de salud y bienestar para las personas con discapacidad)
- La oficina de salud y  bienestar para los ancianos
- La oficina de seguro de salud
- La oficina de pensiones
- El director general de planificación y evaluación
- Instituciones de investigación afiliadas (6 institutos de investigación, 218 hospitales nacionales, 13 estaciones de cuarentena y 3 servicios de Bienestar Social)
- Y los siguientes Consejos:

Consejo de la Seguridad Social, Consejo de Ciencias de la salud, Consejo de políticas de trabajo, Consejo de ética médica, asuntos farmacéuticos y alimentos, Consejo  de saneamiento, Comité de evaluación para instituciones administrativas independientes, Consejo central de salarios mínimos, Comité de apelación, Consejo Central médico del Seguro Social, Comité de examen de la Seguridad Social, Comité de examen de certificación de enfermedad y discapacidad, Comité de examen para asistencias de alivio)
- Oficinas regionales (8 oficinas regionales de salud y bienestar y 47 oficinas laborales en las  prefecturas)
- Oficinas externas[1]